# Asaccus barani
Espèce
Asaccus barani est une espèce de geckos de la famille des Phyllodactylidae.

## Répartition
Cette espèce est endémique du Sud-Est de la Turquie.

## Description
L'holotype de Asaccus tangestanensis, un mâle adulte, mesure 54,9 mm, queue non comprise. Cette dernière mesure, selon les individus, entre 41 et 75 mm.

## Étymologie
Cette espèce est nommée en l'honneur d'İbrahim Baran.

## Publication originale
- Torki, Ahmadzadeh, Ilgaz, Avci & Kumlutas, 2011 : Description of four new Asaccus Dixon and Anderson, 1973 (Reptilia: Phyllodactylidae) from Iran and Turkey. Amphibia-Reptilia, vol. 32, no 2, p. 185-202 (texte intégral).